# Myrmecina sauteri
Myrmecina sauteri är en myrart som beskrevs av Auguste-Henri Forel 1912. Myrmecina sauteri ingår i släktet Myrmecina och familjen myror. Inga underarter finns listade i Catalogue of Life.